# Julia (Fluss)
Der Fluss Julia ⓘ, rätoromanisch Gelgia ⓘ oder Güglia ⓘ, im Schweizer Kanton Graubünden entspringt im Gebiet des Julierpasses (2284 m ü. M.) und durchfliesst die Talschaft Oberhalbstein (rätoromanisch Surses), die mit der Schlucht Crap Ses endet. Die Julia ist mit einer Wasserführung von rund 10,5 m³/s und einer Länge von rund 37 km der grösste Nebenfluss der Albula, in die sie bei Tiefencastel mündet.

## Etymologie
Der Flussname leitet sich sowohl in seiner deutschen wie in seiner bündnerromanischen Variante vom Passnamen Julierpass bzw. Pass digl Gelgia ab, der seinerseits vielleicht auf keltisch *julo ‘Joch, Pass’ zurückgeht. Hierzu gehört auch die 1524 bezeugte deutsche Variante daz Gilgenwasser.
Wie bei vielen anderen Gewässern gibt und gab es auch für die Julia noch weitere Namen. Im örtlichen Dialekt der Talschaft (belegt für die Gemeinden Riom, Savognin und Tinizong-Rona) wird er Ragn genannt, also Rhein – wie so viele andere Zuflüsse dieses Gewässers auch. Die Bezeichnung Oberhalbsteiner Rhein war auch im Deutschen noch Ende des 19. Jahrhunderts bekannt. Nicolin Sererhard verwendete in seiner 1742 gedruckten Beschreibung Graubündens daneben auch den Namen Oberhalbsteiner Landwasser. Zu beachten ist freilich, dass im Bünderromanischen ragn oder rein und im Höchstalemannischen Landwasser (vgl. Landwasser (Albula), unter Sprachliches) nicht nur als Namen, sondern auch als Appellativ für ‘Talfluss’ vorkommen.

## Geographie

### Verlauf und Tallandschaft
Die Gelgia sammelt sich aus den Abflüssen mehrerer kleiner Moränenstauseen im weitläufigen, nach Süden offenen Val d’Agnel unterhalb des Piz d’Agnel (3205 m ü. M.). Mit Erreichen der Talung, die die eiszeitliche Transfluenz aus dem Oberengadin über den Julierpass hinterlassen hat, schwenkt der Bach für etwa fünf Kilometer nach Westen ein.
Das danach gestreckt nach Nordnordwest verlaufende Tal der Julia beginnt und endet mit je einem Kreuz von Verkehrswegen. Am Beginn der geräumigen Tallandschaft des Oberhalbstein trifft die von Osten, vom Julierpass herabkommende Strasse sowohl auf den früher noch bedeutenderen Passweg vom im Süden gelegenen Septimer (Pass da Sett) als auch auf den Pfad, der über den Stallerberg vom westlichen Nachbartal des Averser Rheins herabkommt. Wo sich die Wege verzweigen, liegt der Ort Bivio, im 9. Jahrhundert erwähnt als stabulum bivio (‘Stall an der Wegscheide’).

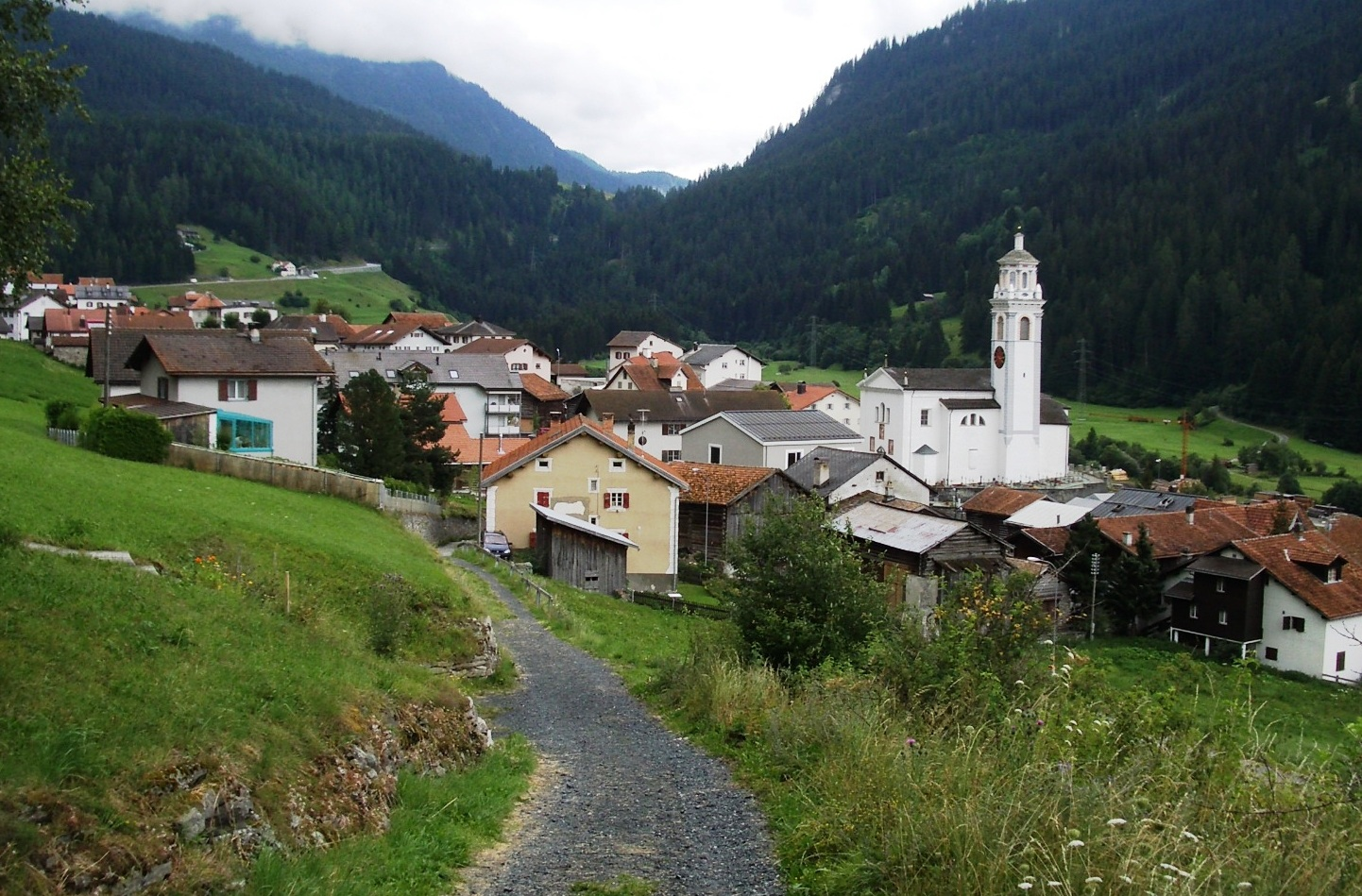
Die Talstufe von Tinizong

Am engen Ausgang des Tales, über der Mündung der Julia in die Albula, bewachte die Burg von Tiefencastel die Stelle, wo die Strasse aus dem Tal der Julia das schwerer passierbare Tal der Albula quert und wieder zum Hochtal von Lenzerheide ansteigt. Dieses Tal setzt scheinbar das Tal der Julia nach Norden in Richtung des Alpenrheins fort.
Das Tal der Julia weist zwei markante, durch eiszeitliche Gletscher geschaffene Talstufen auf. Die obere Talstufe zwischen Rona und Tinizong fällt um 180 Meter ab. Der Talraum unterhalb heisst Sotgôt (‘unterhalb des Waldes’), jener darüber Surgôt (‘oberhalb des Waldes’). Die untere Talstufe beginnt mit der schroffen Felsenge des Crap Ses (‘Stein-Fels’), die auch als Conterser Stein bezeichnet wird. Sie trennt das Surses (‘oberhalb des Steins’) vom Sutses (‘unterhalb des Steins’) im Albulatal. In dieser Stufe tost die Julia auf drei Kilometern Luftlinie dreihundert Höhenmeter hinab.

### Einzugsgebiet
Das 324,74 km² grosse Einzugsgebiet der Julia liegt in den Rätischen Alpen und wird durch sie über die Albula, den Hinterrhein und den Rhein zur Nordsee entwässert.
Es grenzt
- im Nordosten an das Einzugsgebiet der Albula;
- im Südosten an das des Ens, der in die Donau mündet;
- im Südwesten und Westen an das des Hinterrheins.

Das Einzugsgebiet besteht zu 19,2 % aus bestockter Fläche, zu 41,1 % aus Landwirtschaftsfläche, zu 1,1 % aus Siedlungsfläche und zu 38,6 % aus unproduktiven Flächen.
Die Flächenverteilung
Die mittlere Höhe des Einzugsgebietes beträgt 2196,2 m ü. M., die minimale Höhe liegt bei 840 m ü. M. und die maximale Höhe bei 3350 m ü. M.

### Zuflüsse
Die wichtigsten Zuflüsse sind der Ava da Faller, der Ragn d'Err, der Ava da Nandro und der Adont.
| Name               | GKZ      | Lage   | Länge in km | EZG in km² | MQ in m³/s | Mündung Koordinaten   | Mündungshöhe in m | Bemerkungen                                                                    |
| ------------------ | -------- | ------ | ----------- | ---------- | ---------- | --------------------- | ----------------- | ------------------------------------------------------------------------------ |
| Eva da Grevasalvas | CH003402 | links0 | 003,0000    | 0004,360   | 0000,190   | bei Brüscheda, Bivio  | 2072,500000       | Gewässername von Flurbezeichnung abgeleitet Bach vom Leg Grevasalvas           |
| Eva dal Sett       | CH003399 | links0 | 006,4000    | 0016,520   | 0000,680   | bei Plan Buel, Bivio  | 1810,200000       |                                                                                |
| Beiva              | CH003396 | links0 | 006,0000    | 0012,7000  | 0000,530   | bei Beiva, Bivio      | 1764,700000       | Gewässername von Flurbezeichnung abgeleitet Alternativname: Eva dalla Valletta |
| Eva da Sur Ragn    | CH000384 | links0 | 003,9000    | 0004,140   | 0000,170   | bei Stalvedro, Bivio  | 1705,300000       |                                                                                |
| Leg Neir           | CH004514 | links0 | 003,8000    | 0004,290   | 0000,160   | bei Tges' Alva, Bivio | 1704,600000       | Alternativname: Eva Cheda                                                      |
| Ava da Natons      | CH003383 | rechts | 004,4000    | 0006,940   | 0000,260   | bei Marmorera         | 1676,300000       | Gewässername von Flurbezeichnung abgeleitet Mündet in den Lai da Marmorera     |
| Ava da Savriez     | CH005616 | rechts | 005,8000    | 0011,040   | 0000,390   | bei Furnatsch, Sur    | 1520,500000       |                                                                                |
| Ava dallas Cuorts  | CH003389 | rechts | 004,3000    | 0007,770   | 0000,280   | bei Sur               | 1474,000000       |                                                                                |
| Ava da Faller      | CH011072 | links0 | 008,8000    | 0031,470   | 0001,220   | bei Mulegns           | 1458,500000       | Alternativname: Ragn da Faller                                                 |
| Val da Livizung    | CH003385 | links0 | 004,5000    | 0006,370   | 0000,210   | bei Rona              | 1406,300000       | Gewässername von Flurbezeichnung abgeleitet                                    |
| Ragn digl Plaz     | CH003386 | rechts | 004,3000    | 0004,110   | 0000,120   | bei Rona              | 1405,900000       |                                                                                |
| Ragn d'Err         | CH000301 | rechts | 010,2000    | 0038,150   | 0001,160   | bei Tinizong          | 1220,000000       |                                                                                |
| Savogninbach       | CH003379 | rechts | 003,9000    | 0005,580   | 0000,150   | bei Savognin          | 1169,900000       | Gewässername von Flurbezeichnung abgeleitet                                    |
| Schletg            | CH000290 | links0 | 013,9000    | 0047,250   | 0001,560   | bei Savognin          | 1160,600000       | Oberlaufname: Ava da Curtegns Mittellaufname: Ava da Nandro                    |
| Adont              | CH003376 | links0 | 010,6000    | 0023,070   | 0000,710   | bei Burvagn           | 1117,100000       | Mündet in den Lai da Burvagn                                                   |
| Julia              |          |        | 032,4000    | 0324,740   | 0010,440   | bei Tiefencastel      | 83300000          | Mündet in die Albula                                                           |

Anmerkungen zur Tabelle
1. ↑  Von der Quelle zur Mündung. Daten von Swisstopo (map.geo.admin.ch)
2. ↑  Die Daten der Julia zum Vergleich

## Hydrologie
Bei der Mündung der Julia in die Albula beträgt ihre modellierte mittlere Abflussmenge (MQ) 10,44 m³/s. Ihr Abflussregimetyp ist nivo glaciaire, und ihre Abflussvariabilität beträgt 17.

## Nutzung der Wasserkraft
Die Julia wird bei Marmorera im Lai da Marmorera gefasst, einem Stausee, der zur Stromerzeugung angelegt wurde. Der Erdschüttdamm Castiletto wie auch alle folgenden Anlagen im Juliertal sind Teil der Kraftwerke Mittelbünden, die zum Elektrizitätswerk der Stadt Zürich (EWZ) gehören. Das Wasser aus dem Stausee wird über Druckstollen zuerst dem Kraftwerk Tinizong zugeführt und dann dem Kraftwerk Tiefencastel Ost, welches mit Tinizong im Tandembetrieb arbeitet. Parallel dazu werden das Restwasser der Julia und weitere Zuflüsse im Staubecken Burvagn gefasst und ins Kraftwerk Tiefencastel West geleitet.
Bei Tiefencastel wird das abgearbeitete Wasser der Albula zurückgegeben, jedoch kurz darauf bei Solas erneut aufgestaut und zur Energiegewinnung abgeleitet.

## Brücken

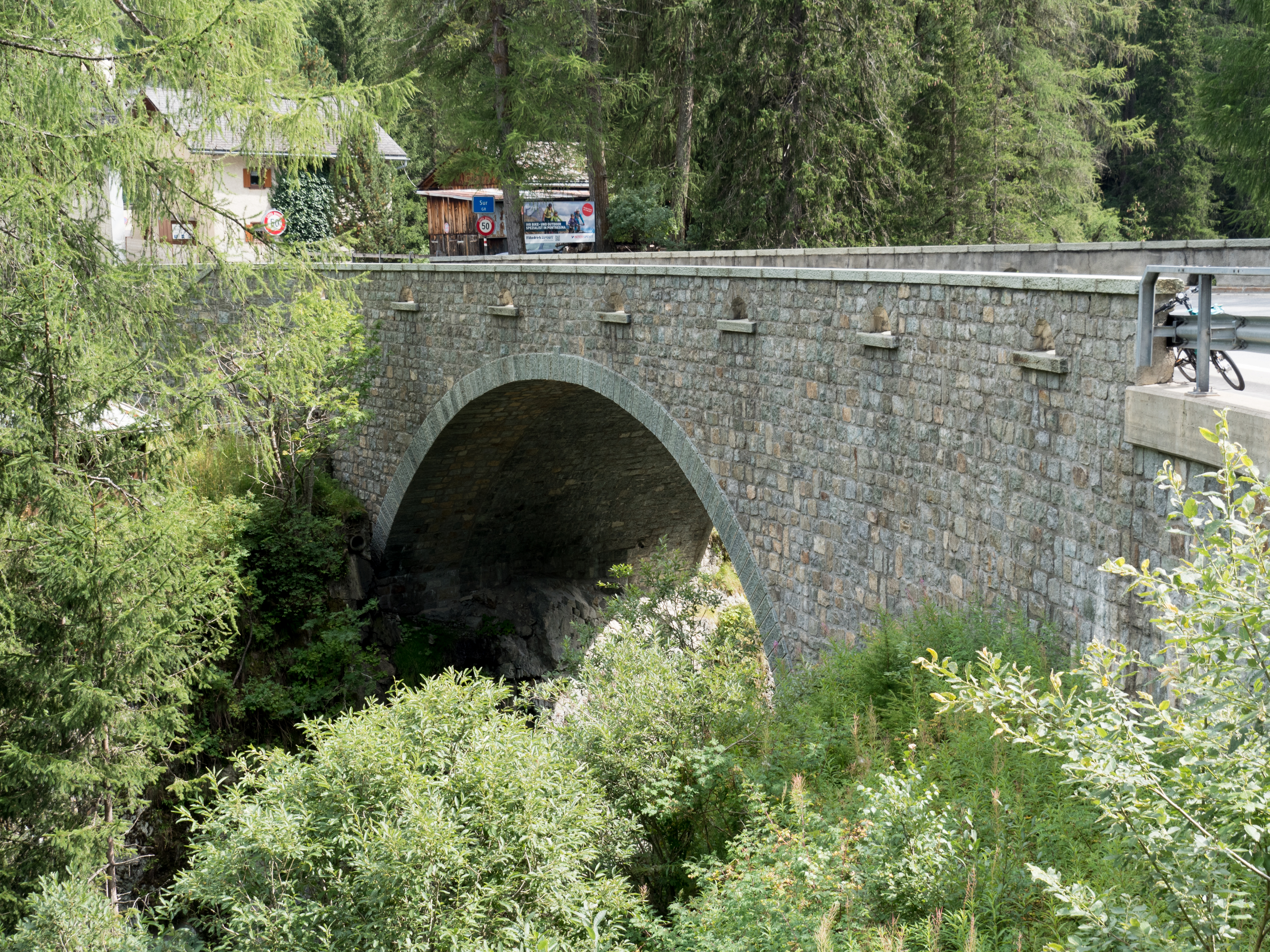
Julierstrasse Brücke über die Julia, Sur GR

Auf ihrem Weg wird die Julia von 44 Übergängen überspannt: 32 Strassenbrücken, 9 Fussgängerstegen, 2 Rohrträgerbrücken und dem Marmorera Staumauer-Übergang.
Drei Steinbogenbrücken sind im Inventar historischer Verkehrswege der Schweiz (IVS) aufgeführt: die Crappa Bassa-Brücke (gebaut 1858) in Bivio, die Punt da Furnatsch-Brücke (gebaut 1940) in Sur und die Juliabrücke (gebaut 1682) in Savognin.